# DaVinci Resolve
DaVinci Resolve (originalmente conhecido como da Vinci Resolve) é um aplicativo de correção de cores e edição de vídeo não-linear (NLE) para macOS, Windows e Linux, originalmente desenvolvido pela da Vinci Systems e agora desenvolvido pela Blackmagic Design. Além da versão comercial do software (conhecida como DaVinci Resolve Studio), a Blackmagic Design também distribui uma edição gratuita, com funcionalidade reduzida (anteriormente conhecida como DaVinci Resolve Lite).

## Desenvolvimento

### Desenvolvimento original dos sistemas da Vinci (2003-2009)
As versões iniciais do DaVinci Resolve (conhecidas como da Vinci Resolve) eram ferramentas de software independentes de resolução, desenvolvidas pela da Vinci Systems (com base em Coral Springs, Flórida), que anteriormente produziam outros sistemas de correção de cores, como da Vinci Classic (1985), da Vinci Renaissance (1990) e da Vinci 2K (1998). O sistema foi anunciado pela primeira vez em 2003 e lançado em 2004. Começou com três configurações possíveis: uma ferramenta de correção de cor intermédia digital (DI) (conhecido como Resolve DI), uma ferramenta de efeitos visuais (conhecido como Resolve FX), e uma ferramenta de processamento de resolução 2K (conhecido como Resolve RT). Essas versões iniciais foram integradas exclusivamente em controladores de hardware dedicados.
Os sistemas alavancaram computação paralela numa topologia InfiniBand para suportar o desempenho durante a gradação de cores. Isso foi implementado inicialmente usando cartões de hardware proprietários. No entanto, a série Resolve R de resolução 4K (como o R-100, lançado em 2008, e o R-360-3D estereoscópico, lançado em 2009) substituiu esse hardware proprietário por GPUs da NVIDIA baseadas em CUDA.
Em 2009, a empresa de tecnologia de processamento e distribuição de vídeo australiana, Blackmagic Design, comprou da Vinci Systems, mantendo e expandindo a equipa de engenharia da Resolve, mas eliminando contratos baseados em suporte para a ferramenta. Em outubro de 2009, o CEO da Blackmagic Design, Grant Petty, especulou numa entrevista que o preço do Resolve provavelmente seria reduzido para menos de US $ 100.000.

### Versões do Blackmagic Design (2010 – presente)
Na NAB 2010 em Las Vegas, em abril de 2010, a Blackmagic Design anunciou três novos modelos de precificação para o Resolve, com uma nova versão macOS apenas para varejo por US $ 995, a versão macOS com a Advanced Control Surface (anteriormente denominada Impresario da da Vinci Systems) varejo para $ 29.995 e licenças para a versão Linux (suportando múltiplas GPUs para maior desempenho) varejo em $ 19.995 (com a configuração mais avançada disponível no varejo por menos de $ 150.000). Antes dessa mudança, as versões pré-compiladas do Resolve eram as únicas opções disponíveis, vendidas entre US $ 200 mil e US $ 800 mil, o que era uma prática comum da indústria na época. Em setembro de 2010, a versão 7 (renomeada como DaVinci Resolve) foi a primeira a ser lançada pela Blackmagic Design sob o novo modelo de preços, e a primeira versão para o macOS. Incluía uma interface de usuário redesenhada, suporte Apple ProRes e suporte para os decodificadores de vídeo digital RED Rocket fabricados pela Red Digital Cinema.
As mudanças no modelo de preços continuaram em junho de 2011 com o lançamento da versão 8: Como parte desta nova versão, a Blackmagic Design anunciou uma edição gratuita e de funcionalidade reduzida do software (conhecida como DaVinci Resolve 8 Lite), juntamente com as opções comerciais contínuas. A versão 8 também introduziu o suporte à aceleração OpenCL e a integração XML com aplicativos de editor não linear (NLE). Posteriormente, a versão 8.2 (dezembro de 2011) expandiu ainda mais o escopo do software (que anteriormente estava disponível apenas para macOS e Linux) com a primeira versão para a plataforma Windows, começando com um beta público.
A versão 9 (2012) incluiu elementos de interface de usuário redesenhados, opções de edição de metadados adicionadas e ampliou o alcance de câmeras e tipos de arquivos suportados. No ano seguinte, a versão 10 foi lançada, aumentando a quantidade de informações importadas de arquivos XML, AAF e EDL e adicionando suporte a plug-ins OpenFX, JPEG 2000 e AVI. A versão 10 também foi a primeira versão a incluir recursos básicos de edição de vídeo juntamente com a funcionalidade de correção de cor, como o corte de clipes.
Lançada em agosto de 2014, a versão 11 adicionou mixagem de áudio, recursos de organização de mídia e outros recursos de edição de vídeo, permitindo que o software funcionasse como um editor não linear autônomo (NLE) pela primeira vez, além de integrar com outros NLEs.
Posteriormente, a versão 12 (anunciada na NAB 2015) adicionou um novo mecanismo de áudio (suportando plug-ins VST/AU), e versão 14 (2016) adicionaram uma versão integrada do software de edição de áudio desenvolvido anteriormente pela Fairlight (após a aquisição da Blackmagic Design da empresa durante o mesmo ano).
A primeira versão do Resolve para edições padrão do Linux (versão 12.5.5) foi disponibilizada em 2017. Esta também foi a primeira versão em que uma versão gratuita do Resolve para Linux se tornou disponível. As versões anteriores exigiam uma versão personalizada do Linux, o uso do painel de controle de hardware DaVinci Resolve Advanced e um dongle de licença dedicado.
Lançada em 2018, a versão 15 adicionou uma versão integrada da aplicação de composição e efeitos visuais do Fusion, que foi desenvolvida em 1987 e adquirida pela Blackmagic Design em 2014.
A Blackmagic Design anunciou oficialmente o DaVinci Resolve versão 16 na NAB 2019, em abril de 2019. Os recursos introduzidos na versão 16 incluem uma página 'Cut' dedicada (para fornecer uma alternativa mais simplificada à página 'Edit'), funcionalidade de aprendizado de máquina (somente edição Studio) para lidar com tarefas repetitivas (por exemplo, reconhecimento facial para classificar clipes por pessoa), Áudio 3D no Fairlight e novos recursos de colaboração (incluindo a integração Frame.io). O beta inicial da versão 16 foi disponibilizado na data do anúncio, e a versão final do 16.0 foi disponibilizada em 8 de agosto de 2019, juntamente com um beta para a versão 16.1.

## Funcionalidade
O software inclui módulos para edição de vídeo, correção de cor, mistura de áudio / efeitos (incluindo Fairlight) e efeitos visuais (incluindo Fusion). Ele pode ser usado como intermediário entre outro software NLE e o software de criação de Pacote de Cinema Digital (DCP), ou como um aplicativo de edição de vídeo end-to-end independente.
Para a entrega de conteúdo para serviços como Netflix, o Resolve fornece funcionalidade para criar e validar pacotes IMF (Interoperable Master Format, padronizado por SMPTE), conhecidos como IMPs (que compreendem vários componentes, como conteúdo MXF, uma composição (CPL) e dados do pacote XML), sem o uso de software DCP separado.
Formatos de arquivo compatíveis incluem formatos de vídeo como AVI, MP4, QuickTime, DNxHD, e XAVC ; formatos de troca de dados, tais como XML, EDL, AAF, DCP, MXF, e CinemaDNG ; formatos de áudio como AAC, AIFF, e WAVE ; e formatos de imagem como RAW, OpenEXR, TIFF, DPX, R3D, JPEG, e JPEG 2000.
Os tipos de plug-ins suportados incluem OpenFX, VST, e AU.
A partir da versão 12.2 (dezembro de 2015), Resolve inclui suporte para o padrão Hybrid Log-Gamma (HLG) para uma faixa dinâmica alta. Outros recursos suportados incluem o OpenCL e o Intel Quick Sync Video.

### Edição de estúdio
Ao contrário da edição gratuita, a edição comercial do software (DaVinci Resolve Studio) também suporta resoluções superiores a ultra-alta definição e taxas de quadros superiores a 60 FPS. Outros aspectos da funcionalidade disponíveis somente na edição comercial incluem suporte a várias GPUs, plug-ins OpenFX adicionais (como Face Tracking e Lens Flare), gradação estereoscópica, redução de ruído de vídeo, motion blur, gradação de cores HDR e ferramentas de colaboração do usuário.
A edição Studio é também a única edição a incluir as funções de aprendizado de máquina introduzidas como parte da versão 16.

### Integração Fairlight
Desde a versão 14 (2016), DaVinci Resolve inclui uma versão integrada do software desenvolvido pela Fairlight (agora propriedade da Blackmagic Design), projetado para pós-produção de TV e filmes e mixagem de áudio ao vivo. O software Resolve-integrado suporta até 1000 faixas de áudio, com um máximo de 6 inserções e 24 envios auxiliares por faixa. Outras funcionalidades incluem gravação de áudio de 96 canais e mixagem de áudio 3D para formatos como 5.1, 7.1 e 22.2. As ferramentas de áudio integradas incluem compactação / expansão, limitação, disparo e equalização paramétrica.
O software Fairlight tem sido usado na produção de programas de TV, anúncios e longas-metragens, como Logan e Murder no Orient Express.

### Integração Fusion
Desde a versão 15 (2018), o DaVinci Resolve também inclui uma versão integrada do aplicativo Fusion para composição e efeitos visuais, também desenvolvida pela Blackmagic Design. A principal funcionalidade do Fusion é baseada em uma interface modular baseada em nós, com cada nó formando um aspecto específico dos efeitos gerais sendo implementados. Este mesmo estilo de interface está presente na versão integrada de resolução.
Antes da integração com o Resolve, a versão independente do Fusion foi usada na criação de efeitos para mais de 1.000 filmes e programas de TV, como The Martian, Kingsman: O Serviço Secreto, e The Hunger. Jogos: Mockingjay Parte 2.

### Versões da Mac App Store
Existem versões de DaVinci Resolve (a edição gratuita) e DaVinci Resolve Studio disponíveis na App Store do macOS ; no entanto, alguns aspectos da funcionalidade do aplicativo não estão disponíveis nessas versões, como o suporte CUDA, devido a restrições impostas pela Apple.

## Hardware relacionado

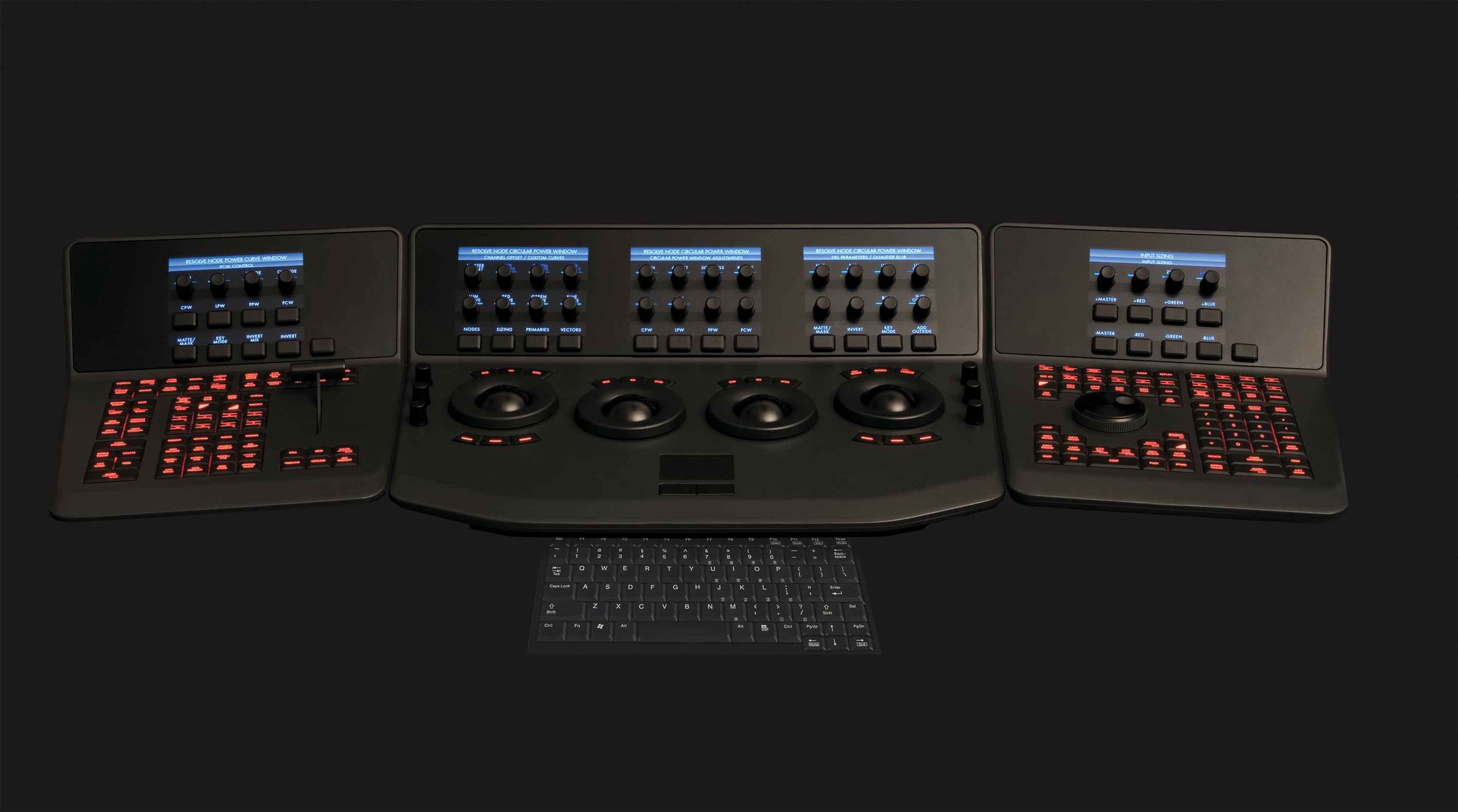
O Painel Avançado do DaVinci Resolve (anteriormente conhecido como Impresario).

Desde a introdução de opções somente de software para o Resolve, a Blackmagic Design também lançou painéis de controle de hardware separados, projetados para integrar com o software Resolve e fornecer aos usuários uma interface tátil e acesso a atalhos adicionais. Esses painéis incluem o DaVinci Resolve Micro Panel, o DaVinci Resolve Mini Panel (ambos lançados em 2017) e o DaVinci Resolve Advanced Panel (anteriormente conhecido como Impresario quando fabricado pela da Vinci Systems).
Além dos painéis de controle completos, a Blackmagic Design também anunciou o Editor Keyboard for Resolve em abril de 2019. O Editor Keyboard inclui um teclado de computador padrão, juntamente com componentes específicos para controlar o software Resolve (como um dial para alterar a posição da linha do tempo), projetado para suportar o uso de 2 ponteiros para tarefas de edição.
O Resolve também se integra a outros hardwares produzidos pela Blackmagic Design, como o scanner de filmes 'Cintel'.
Em julho de 2018, a Blackmagic Design lançou uma unidade de processamento gráfico portátil e externa, chamada eGPU, desenvolvida em associação com a Apple para alavancar a API Metal para vídeo e gráficos profissionais (como os usados pela DaVinci Resolve).

## Acolhimento
DaVinci Resolve só tinha 100 usuários em 2009. No entanto, desde que foi adquirido pela Blackmagic Design, o software tinha uma base de usuários de mais de 2 milhões a usar apenas a versão gratuita em janeiro de 2019. Esta é uma base de usuários comparável ao Final Cut Pro X da Apple, que também contava com 2 milhões de usuários em abril de 2017.
Em 2011, a DaVinci Resolve recebeu um prémio Red Dot por «Motion Picture Color Grading System».
A versão 14 recebeu um prémio Red Dot adicional em 2017 por «User Interface Design, Post-Production Software» e, no mesmo ano, os recém-lançados painéis de controle do software, o Micro Panel e o Mini Panel, também receberam prémios Red Dot por «Motion Picture Color Grading System».
A versão 14 também recebeu o prémio Good Design Australia Award de 2018, como o DaVinci Resolve Mini Panel.
Em 2018, a Associação Profissional de Hollywood (HPA) nomeou DaVinci Resolve (versão 15) como receptora dos seus prémios Engineering Excellence de 2018.

## Mídia produzida usando o DaVinci Resolve

### Filme
DaVinci Resolve foi usado para a gradação de cor e/ou edição de filmes como Alien: Covenant, Avatar, Melhor dos Inimigos, Deadpool 2, Jason Bourne, Kingsman: O Círculo Dourado, La La Land, Love & Mercy, Mad Max: Estrada da Fúria, Piratas do Caribe, Prometheus, Robin Hood, Spectre, Star Wars: Os Últimos Jedi, e X-Men: Apocalipse.
DaVinci Resolve e Blackmagic Design foram usados para criar cinco dos oito filmes indicados para o Óscar 2019, incluindo Bohemian Rhapsody (maioria dos prémios), A Favorita (maioria das indicações), Roma (maioria das indicações), Green Book (Melhor Filme) e Vice. Além disso, hardware da DaVinci Resolve e Blackmagic Design foram usados para criar 13 filmes indicados ao Óscar 2019, 9 filmes indicados ao Óscar 2017, 7 filmes indicados ao Óscar 2016, e 4 filmes indicados ao Óscar 2010 (2 de Melhor Filme).
20 filmes no Festival Sundance de Cinema de 2015 alavancaram DaVinci Resolve, seguido por 35 em 2016, mais de 45 em 2017, mais de 55 em 2018, e mais de 35 em 2019. A presença de filmes criados com Resolve em outros festivais de cinema inclui o Festival de Cinema de 2018 (mais de 25 filmes), o Festival de Cinema de Cannes de 2014 (3 filmes), e os festivais de South by Southwest de 2016 e 2017.
O DaVinci Resolve também foi usado na restauração de filmes clássicos, como Les Misérables (1925), Spartacus, Black Like Me, Jamaica Inn, e The Perfect Woman.

### Televisão
O software DaVinci Resolve foi usado em programas de televisão incluindo 2 Broke Girls, American Horror Story, Flecha, Ash vs Evil Dead, Teoria do Big Bang, Criminal Minds, Demolidor, O Flash, Gotham, Como se livrar de assassinatos, O Último Homem na Terra, Arma Letal, O Homem no Alto Castelo, O Mentalista, Os Muppets, NCIS: Los Angeles, Órfão Negro , Portlandia, Filhos da Anarquia,  Supernatural, The Walking Dead , e Westworld.
O software também foi usado na criação de programas de televisão que receberam prémios Emmy, como Game of Thrones e Modern Family.
Mais de 55 das séries de televisão e streaming de 2018 basearam-se no software e hardware da Blackmagic Design, incluindo o DaVinci Resolve.

### Outras mídias
O DaVinci Resolve também foi usado durante a criação de outras mídias, como vídeos musicais, anúncios, produção de shows, e mídia on-line.